# Lípa u Moravců
Lípa u Moravců je památný strom ve vsi Čečovice severovýchodně od Nepomuku. Přes 350 let stará lípa velkolistá (Tilia platyphyllos) roste v severní části vsi na dvoře čp. 11 v nadmořské výšce 500 m. Obvod jejího kmene měří 410 cm a výška stromu je 19 m (měření 2003). Chráněna je od roku 1976 pro svůj vzrůst a věk.

## Stromy v okolí
- Lípa u Palackých
- Dub v Zahrádce